# Vlaams Belang
Vlaams Belang anhörenⓘ (deutsch Flämische Interessen) ist eine separatistische und europaskeptische Regionalpartei in Belgien. Sie vertritt völkisch-nationalistische Positionen, ihr Stil gilt als rechtspopulistisch. Sie wird auch als rechtsextrem bezeichnet. Im Landesteil Flandern war sie in den 1990er und 2000er Jahren eine der drei stimmenstärksten Parteien. Die Partei wurde im Jahr 2004 gegründet, und zwar als Nachfolgeorganisation des Vlaams Blok (Flämischer Block), der sich während eines Gerichtsprozesses selbst aufgelöst hatte, um einem möglichen Parteiverbot und einer Verurteilung als rassistische Organisation zuvorzukommen.
VB vertritt eine radikale Position innerhalb des flämischen Nationalismus. Eine gemäßigtere Richtung der Vorgängerpartei mündete in der N-VA, die zunächst linksliberal, später konservativer ausgerichtet war.

## Geschichte
1979 entstand der Vlaams Blok aus einer Fusion der beiden rechtsradikalen Splitterparteien Vlaamse Volkspartij („Flämische Volkspartei“) und Vlaams Nationale Partij („Flämische Nationalpartei“), die sich von der Volksunie abgespalten hatten. Durch sein fremdenfeindliches Programm gelang dem Vlaams Blok 1991 der Durchbruch. Gründer und langjähriger Vorsitzender war Karel Dillen (1925–2007).
Die Partei strebt nach Unabhängigkeit der niederländischsprachigen Region Belgiens, Flandern. Ihr Einsatz gilt der Wahrung des flämischen Kulturgutes und der niederländischen Muttersprache. Wallonien, der frankophone Teil Belgiens, wird als von Korruption und Misswirtschaft geprägt empfunden.
Der Vlaams Blok konnte in den 1990er Jahren vor allem in der Hochburg Antwerpen große Wahlerfolge erringen, was auch im Ausland wegen des gegen Einwanderer ausgerichteten Programms zum Teil mit großer Sorge beobachtet wurde. Der Vlaams Blok wird daher von den übrigen in Belgien etablierten Parteien als nicht koalitionsfähig betrachtet und eine Regierungsbeteiligung einhellig abgelehnt. Diese Ablehnung wird Cordon sanitaire (französisch) genannt.
Eine Zusammenarbeit mit dem französischsprachigen belgischen Front National war dadurch beeinträchtigt, dass der Front National nicht für eine Spaltung, sondern die Einheit Belgiens eintrat.
Nachdem Vlaams Blok 2004 wegen Rassismus verurteilt worden war, benannte sich dieser in Vlaams Belang um, um „das Odium des Rassismus abzustreifen“. Seit 2010 hat die Partei mit schwindenden Stimmenzahlen zu kämpfen. Einer der Hauptgründe dafür ist im Aufstieg der gemäßigteren Nieuw-Vlaamse Alliantie (NVA) zu sehen, die sich ebenfalls für die Autonomie bzw. völlige Unabhängigkeit Flanderns einsetzt.
Eine Untersuchung der Zeitung Het Laatste Nieuws zeigte, dass 15 Nazi-Anhänger zu den Kandidaten des Vlaams Belang bei den Provinzwahlen im Oktober 2018 gehörten. Die Partei kündigte an, dass sie gegen diese Kandidaten ein Disziplinarverfahren einleitet.
Am 15. Dezember 2023 wurde der ehemalige VB-Abgeordnete Frank Creyelman aus der Partei ausgeschlossen, nachdem sich Hinweise konkretisierten, dass dieser Auftragsarbeiten für den chinesischen Geheimdienst ausgeführt hatte.

## Programm
Vlaams Belang tritt für die Unabhängigkeit Flanderns, eine Beschränkung der Zuwanderung und freie Marktwirtschaft ein. Weitere Programmpunkte sind:
- höheres Kindergeld, um Eltern einen Erziehungsurlaub zu ermöglichen und die Geburtenrate zu erhöhen
- Umstellung des Rentensystems auf ein Kapitaldeckungsverfahren
- Erhaltung des Bildungssystems (in der PISA-Studie 2003 wurde das flämische Bildungssystem als das beste bewertet)
- kein Beitritt der Türkei zur Europäischen Union
- Abschaffung von Antidiskriminierungsgesetzen mit dem Verweis auf die Meinungsfreiheit
- Einführung einer Einheitssteuer (Flat Tax)
- Aufhebung des Abtreibungs- und Sterbehilfegesetzes
- Privatisierung von Staatsbetrieben

Eine multikulturelle Gesellschaft lehnt der Vlaams Belang ab, von Einwanderern wird die Assimilation an die flämische Kultur gefordert. Besonders die Zuwanderung aus muslimischen Ländern und die Etablierung des Islam wird als „drohende Islamisierung“ abgelehnt. Außerdem steht die Partei der Europäischen Union kritisch gegenüber und beteiligt sich deshalb auf europäischer Ebene an der euroskeptischen Europäischen Allianz für Freiheit. Der Vlaams Belang arbeitete außerdem auch mit rechtspopulistischen und rechtsextremen Bewegungen in Deutschland wie Pro Köln, Pro NRW und Pro Deutschland zusammen.

## Wahlergebnisse
Von den Wahlen ab 1981 bis einschließlich der Europawahl 2004, der Flämische Parlamentswahl 2004 und der Wahl des Rats der Region Brüssel-Hauptstadt 2004 sind die Wahlergebnisse unter der vorherigen Partei Vlaams Blok beschrieben, die darauf folgenden Ergebnisse zeigen die Wahlergebnisse der Nachfolgepartei Vlaams Belang auf.
| Jahr | Stimmen | Anteil | Mandate | Platz |
| ---- | ------- | ------ | ------- | ----- |
| 1995 | 465.239 | 12,3 % | 15/124  | 4.    |
| 1999 | 603.345 | 15,5 % | 20/124  | 3.    |
| 2004 | 981.587 | 24,2 % | 32/124  | 2.    |
| 2009 | 628.564 | 15,3 % | 21/124  | 2.    |
| 2014 | 232.813 | 6,0 %  | 6/124   | 6.    |
| 2019 | 783.977 | 18,5 % | 23/124  | 2.    |
| 2024 | 992.504 | 22,7 % | 31/124  | 2.    |

| Jahr | Stimmen | Anteil | Mandate | Platz |
| ---- | ------- | ------ | ------- | ----- |
| 1989 | 9.006   | 2,06 % | 1/75    | 11.   |
| 1995 | 12.507  | 3,03 % | 2/75    | 7.    |
| 1999 | 19.310  | 4,52 % | 4/75    | 5.    |
| 2004 | 21.297  | 4,69 % | 6/89    | 5.    |
| 2009 | 9.072   | 1,97 % | 3/89    | 7.    |
| 2014 | 2.987   | 0,65 % | 1/89    | 12.   |
| 2019 | 5.838   | 1,27 % | 1/89    | 13.   |
| 2024 | 8.475   | 1,82 % | 2/89    | 11.   |

| Jahr | Stimmen | Anteil | Mandate | Platz |
| ---- | ------- | ------ | ------- | ----- |
| 1981 | 66.422  | 1,1 %  | 1/212   | 13.   |
| 1985 | 85.391  | 1,4 %  | 1/212   | 10.   |
| 1987 | 116.534 | 1,9 %  | 2/212   | 10.   |
| 1991 | 405.247 | 6,6 %  | 12/212  | 7.    |
| 1995 | 475.677 | 7,8 %  | 11/150  | 7.    |
| 1999 | 613.399 | 9,9 %  | 15/150  | 5.    |
| 2003 | 767.605 | 11,6 % | 18/150  | 5.    |
| 2007 | 799.844 | 12,0 % | 17/150  | 3.    |
| 2010 | 506.697 | 7,8 %  | 12/150  | 7.    |
| 2014 | 247.746 | 3,7 %  | 3/150   | 10.   |
| 2019 | 810.177 | 12,0 % | 18/150  | 2.    |
| 2024 | 961.601 | 13,8 % | 20/150  | 2.    |

| Jahr | Stimmen | Anteil | Mandate | Platz |
| ---- | ------- | ------ | ------- | ----- |
| 1981 | 71.733  | 1,2 %  | 0/106   | 13.   |
| 1985 | 90.120  | 1,5 %  | 0/106   | 10.   |
| 1987 | 122.953 | 2,0 %  | 1/105   | 10.   |
| 1991 | 414.481 | 6,8 %  | 5/106   | 7.    |
| 1995 | 463.896 | 7,7 %  | 3/40    | 6.    |
| 1999 | 583.208 | 9,4 %  | 4/40    | 5.    |
| 2003 | 741.940 | 11,3 % | 5/40    | 6.    |
| 2007 | 787.782 | 11,9 % | 5/40    | 4.    |
| 2010 | 491.519 | 7,6 %  | 3/40    | 7.    |

| Jahr | Stimmen   | Anteil | Mandate | Platz |
| ---- | --------- | ------ | ------- | ----- |
| 1984 | 73.174    | 1,3 %  | 0/24    | 12.   |
| 1989 | 241.117   | 4,1 %  | 1/24    | 10.   |
| 1994 | 463.919   | 7,8 %  | 2/25    | 6.    |
| 1999 | 584.392   | 9,4 %  | 2/25    | 5.    |
| 2004 | 930.731   | 14,3 % | 3/24    | 2.    |
| 2009 | 647.170   | 9,9 %  | 2/22    | 4.    |
| 2014 | 284.856   | 4,3 %  | 1/21    | 9.    |
| 2019 | 811.169   | 12,1 % | 3/21    | 2.    |
| 2024 | 1.034.112 | 14,5 % | 3/22    | 1.    |